# Prenolepis lakekamu
Prenolepis lakekamu (лат.) — вид муравьёв рода Prenolepis из подсемейства Formicinae (Formicidae), включающий мелких по размеру и как правило земляных муравьёв.

## Распространение
Папуа — Новая Гвинея, провинция Галф, Ivimka Res. Station, Lakekamu Basin.

## Описание
Рабочие имеют длину 2—3 мм, основная окраска светло-коричневая, грудь, усики и ноги жёлтые. От других видов Prenolepis отличается несколькими признаками: в профиль дорсальная поверхность проподеума плоская и много длиннее, чем округлая задняя поверхность; чешуйка петиоля сплюснута, образуя прямой угол в его передне-верхней точке. Заднегрудка округлая без проподеальных шипиков. Усики длинные, у самок и рабочих 12-члениковые (у самцов усики состоят из 13 сегментов). Жвалы рабочих с 6-7 зубцами. Нижнечелюстные щупики 6-члениковые, нижнегубные щупики состоят из 4 сегментов. Голени средних и задних ног с апикальными шпорами. Стебелёк между грудкой и брюшком состоит из одного сегмента (петиоль).

## Классификация
Вид был впервые описан в 2018 году американскими мирмекологами Jason L. Williams (Entomology & Nematology Department, University of Florida, Gainesville, Флорида, США) и John S. LaPolla (Department of Biological Sciences, Towson University, Таусон, Мэриленд, США) по материалам из Непала.